# Scottish Cup 1895-96
Scottish Football Association Challenge Cup 1895–96 var den 23. udgave af Scottish Football Association Challenge Cup, nu til dags bedre kendt som Scottish Cup. Første runde blev spillet den 11. - 18. januar 1896, og turneringen blev afsluttet den 14. marts 1896, hvor Heart of Midlothian FC vandt finalen over Hibernian FC med 3-1. Sejren var Hearts' anden i turneringens historie.
Turneringen blev historisk, fordi semifinalerne for første gang i Scottish Cups historie ikke havde deltagelse af et hold fra Glasgow. Til gengæld var tre hold var Edinburgh i semifinalerne, hvoraf to af holdene gik videre til finalen. Og for første og hidtil sidste gang blev Scottish Cup-finalen spillet i hovedstaden.

## Resultater

### Heart of Midlothian FC's vej til sejren
| Runde        | Dato  | Kamp                                      | Res.  |
| ------------ | ----- | ----------------------------------------- | ----- |
| Første runde | 11.1. | Blantyre FC – Heart of Midlothian FC      | 01–12 |
| Anden runde  | 1.2.  | Ayr FC – Heart of Midlothian FC           | 1–5   |
| Kvartfinale  | 8.2.  | Arbroath FC – Heart of Midlothian FC      | 0–4   |
| Semifinale   | 22.2. | Heart of Midlothian FC – St. Bernard's FC | 1–0   |
| Finale       | 14.3. | Heart of Midlothian FC – Hibernian FC     | 3–1   |

### Første runde
| Dato    | Kamp                                                 | Res.   |
| ------- | ---------------------------------------------------- | ------ |
| 11.1.   | Arbroath FC – King's Park FC                         | 5–0    |
| 11.1.   | Blantyre FC – Heart of Midlothian FC                 | 01–12  |
| 11.1.   | East Stirlingshire FC – Hibernian FC                 | 2–3    |
| 11.1.   | Lochgelly United FC – Raith Rovers FC                | [0]2–1 |
| 11.1.   | Morton FC – Dundee FC                                | 2–3    |
| 11.1.   | Polton Vale FC – Clyde F.C.                          | 0–3    |
| 11.1.   | Renton FC – Cowdenbeath FC                           | 1–0    |
| 11.1.   | St. Bernard's FC – Clackmannan FC                    | 8–1    |
| 11.1.   | St. Johnstone FC – Dundee Wanderers FC               | 4–3    |
| 11.1.   | St. Mirren FC – Alloa Athletic FC                    | 7–0    |
| 18.1.   | Annbank FC – Kilmarnock FC                           | 3–2    |
| 18.1.   | Ayr FC – Abercorn FC                                 | 3–2    |
| 18.1.   | Celtic FC – Queen's Park FC                          | 2–4    |
| 18.1.   | Dumbarton FC – Rangers FC                            | 1–1    |
| 18.1.   | Port Glasgow Athletic FC – Arthurlie FC              | 4–2    |
| 18.1.   | Third Lanark Rifle Volunteers FC – Leith Athletic FC | 8–0    |
| Omkampe |                                                      |        |
| 25.1.   | Rangers FC – Dumbarton FC                            | 3–1    |
| 1.2.    | Lochgelly United FC – Raith Rovers FC                | 2–5    |

### Anden runde
Seksten hold spillede om otte pladser i kvartfinalerne.
| Dato  | Kamp                                         | Res. |
| ----- | -------------------------------------------- | ---- |
| 25.1. | Arbroath FC – St. Johnstone FC               | 3–1  |
| 25.1. | Queen's Park FC – Port Glasgow Athletic FC   | 8–1  |
| 25.1. | Renton FC – Clyde F.C.                       | 2–1  |
| 25.1. | St. Bernard's FC – Annbank FC                | 2–0  |
| 25.1. | Third Lanark Rifle Volunteers FC – Dundee FC | 4–1  |
| 1.2.  | Ayr FC – Heart of Midlothian FC              | 1–5  |
| 1.2.  | Rangers FC – St. Mirren FC                   | 5–0  |
| 8.2.  | Hibernian FC – Raith Rovers FC               | 6–1  |

### Kvartfinaler
I kvartfinalerne spillede de otte vindere fra ottendedelsfinalerne om fire pladser i semifinalerne.
| Dato   | Kamp                                         | Res. |
| ------ | -------------------------------------------- | ---- |
| 8.2.   | Arbroath FC – Heart of Midlothian FC         | 0–4  |
| 8.2.   | Queen's Park FC – St. Bernard's FC           | 2–3  |
| 8.2.   | Third Lanark Rifle Volunteers FC – Renton FC | 3–3  |
| 15.2.  | Rangers FC – Hibernian FC                    | 2–3  |
| Omkamp |                                              |      |
| 15.2.  | Renton FC – Third Lanark Rifle Volunteers FC | 2–0  |

### Semifinaler
| Dato  | Kamp                                      | Res. | Spillested              |
| ----- | ----------------------------------------- | ---- | ----------------------- |
| 22.2. | Heart of Midlothian FC – St. Bernard's FC | 1–0  | Tynecastle, Edinburgh   |
| 22.2. | Hibernian FC – Renton FC                  | 2–1  | Eastern Road, Edinburgh |

### Finale
| Dato  | Kamp                                  | Res. | Tilskuere | Spillested             |
| ----- | ------------------------------------- | ---- | --------- | ---------------------- |
| 14.3. | Heart of Midlothian FC – Hibernian FC | 3–1  | 16.034    | Logie Green, Edinburgh |